# Scheunenviertel Neubruchhausen

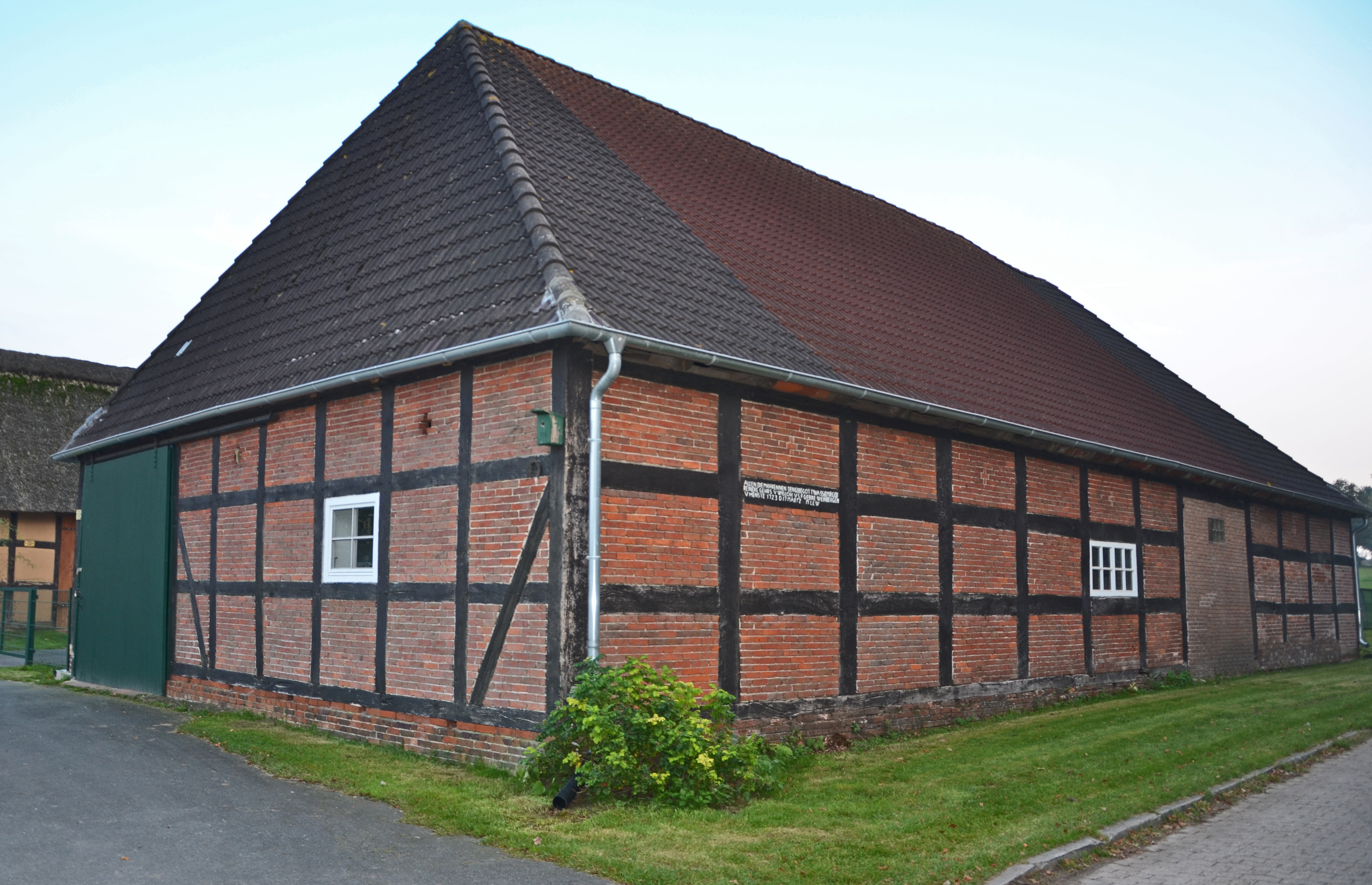
Scheune von 1723 mit Balkeninschrift

Das Scheunenviertel Neubruchhausen in Bassum-Neubruchhausen, Am Steinkamp südlich der Nienburger Straße und acht Kilometer östlich vom Kernort, stammt aus dem 17. und 18. Jahrhundert.
Die Gebäudegruppe ist ein Baudenkmal in Bassum.

## Geschichte

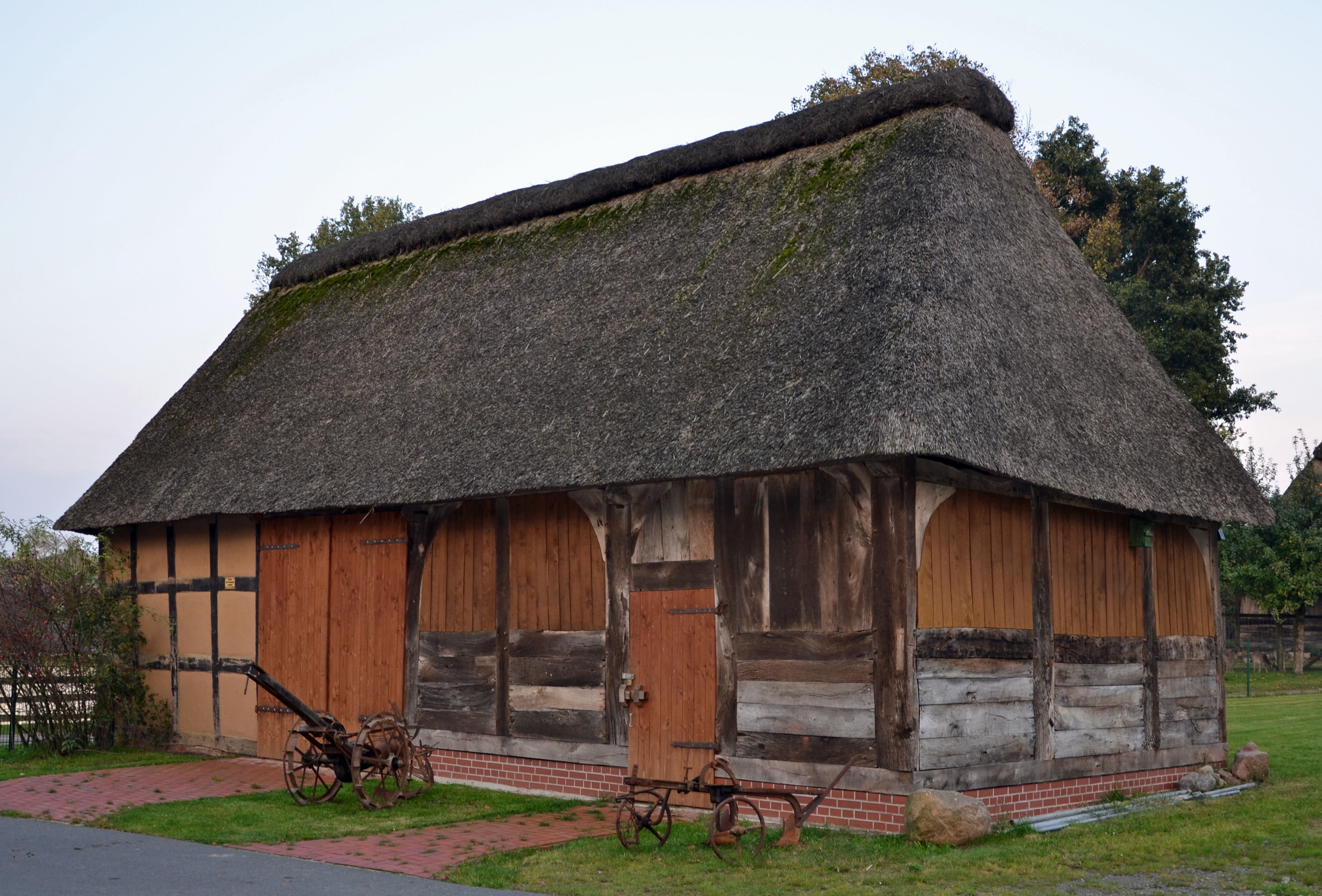

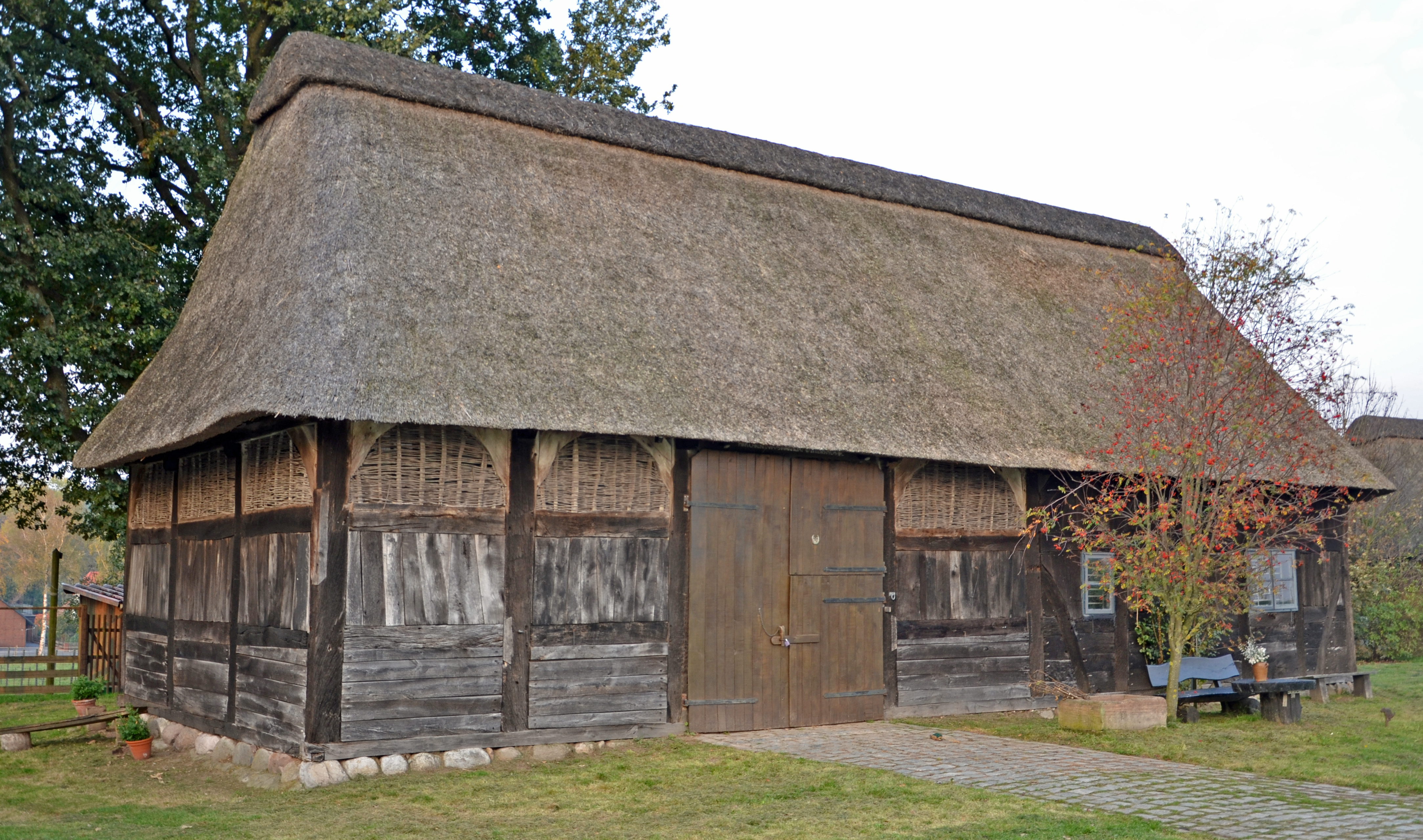
Scheune von 1734

1858 brannte Martfelder Ende als ein Teil des Ortes südlich der Hache ab; alle Höfe wurden vernichtet, aber diese Scheunen blieben unversehrt.
Das Scheunenviertel steht auf erhöhtem Grund, um Hochwasserschäden der Hache zu vermeiden. Es besteht aus acht Feldscheunen als Fachwerkhäuser aus Eiche und zumeist mit reetgedecktem Krüppelwalmdächern sowie Querdurchfahrten. Die Ausfachungen sind aus Stein, Bohlen/Bretter oder Lehm. Es entstand ab dem 17. Jahrhundert. Die älteste Scheune stammt von 1696. Die meisten wurden ab um 1988 bis ins Detail saniert. Sieben Scheunen sind heute in Privatbesitz, eine gehört der Stadt Bassum. Einige Scheunen dienen der landwirtschaftlichen Nutzung oder als Pferdeställe. In zwei Scheunen sind alte Landmaschinen und Trecker untergebracht. Die obige größte Scheune von 1723 hat die Balkeninschrift: „Allen die MKH kennen, den gebe Gott was sie mir geb. Reineke Gehrs v Wisloh VSF Gebcke Weinbegen v Henste 1723 D 17 Martz MLLW“.
Durch die hohe Brandgefahr durch die mögliche Heuselbstentzündung der eingelagerten Mahd wurden Scheunenviertel aus Holz außerhalb der Ortskerne angelegt. Aber auch der Platzmangel beim Hof führte zum Bau der dezentralen Scheunen.

Bekannte Scheunenviertel gibt es u. a. nur wenige in Niedersachsen, Brandenburg, Mecklenburg-Vorpommern oder Sachsen.
Im nahen Harpstedt steht das museale Harpstedter Scheunenviertel von um 1850.

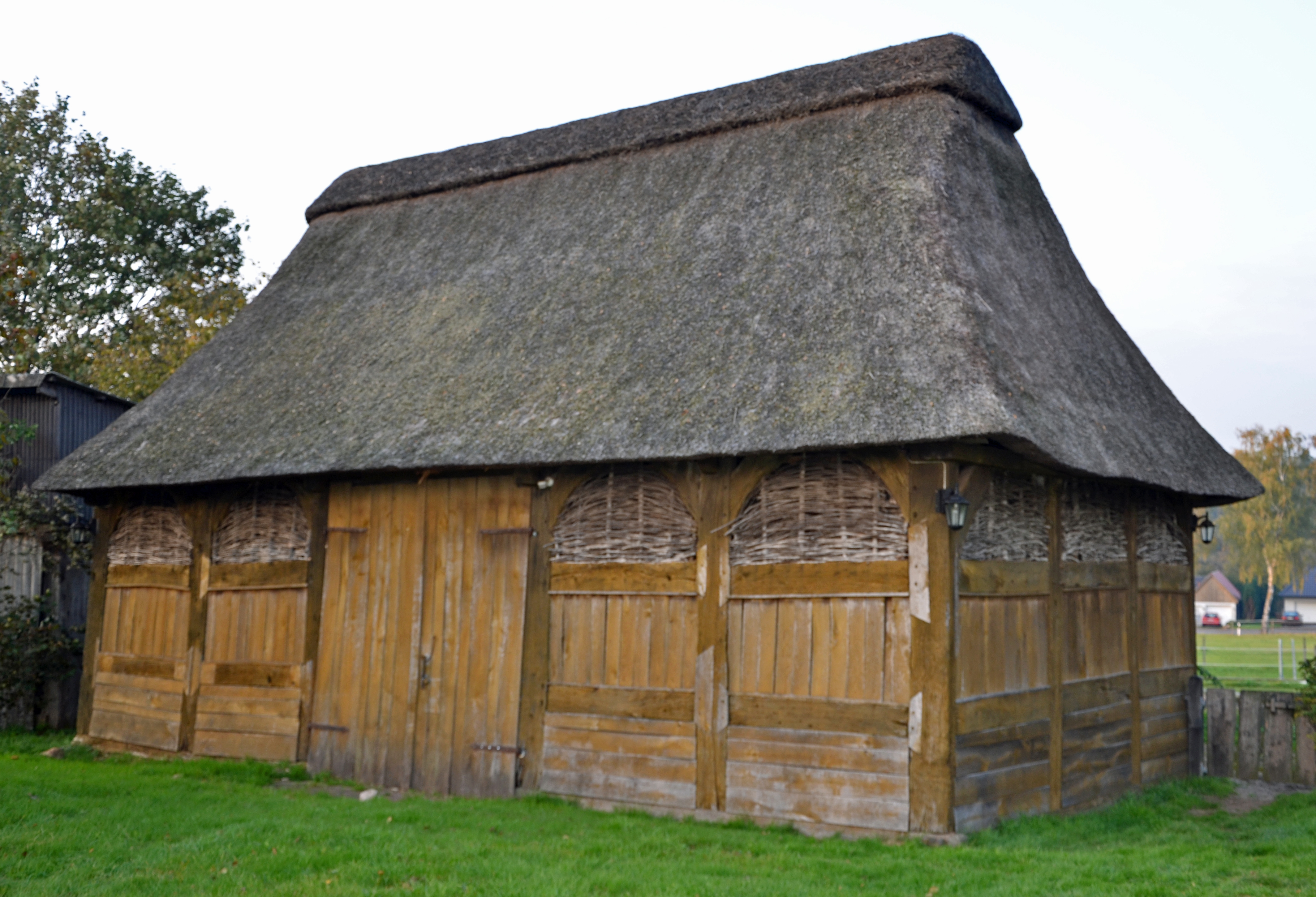
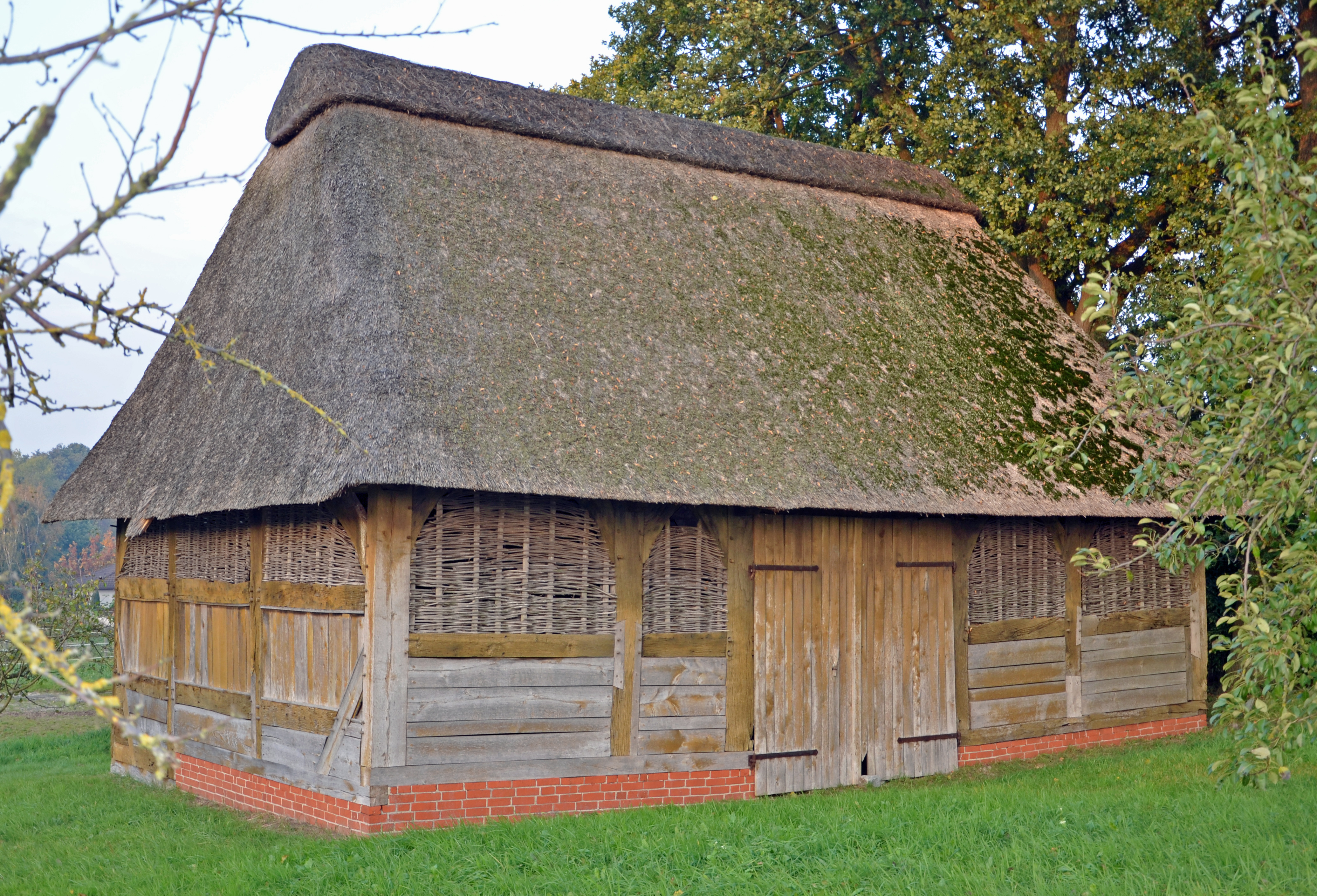
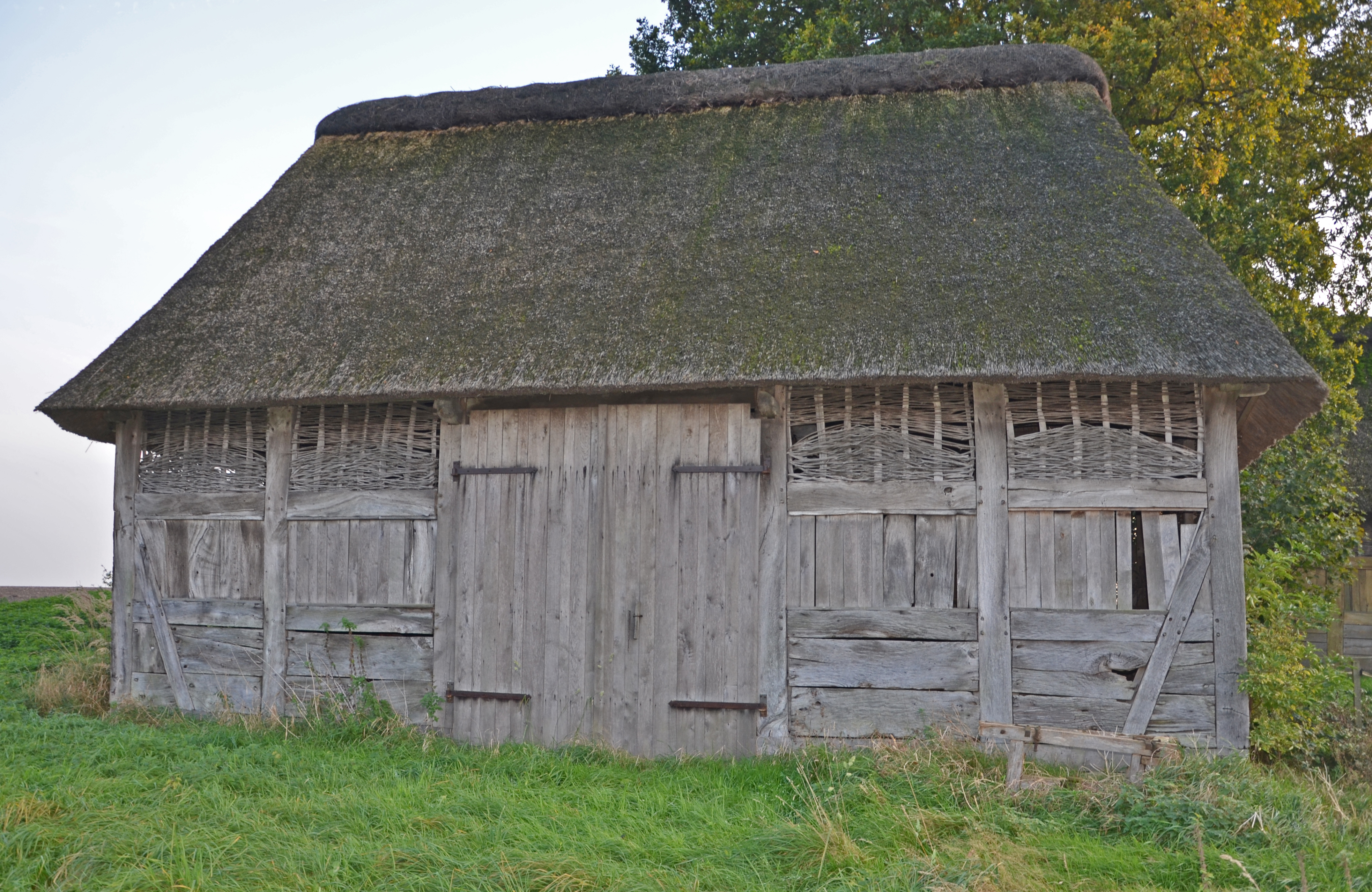
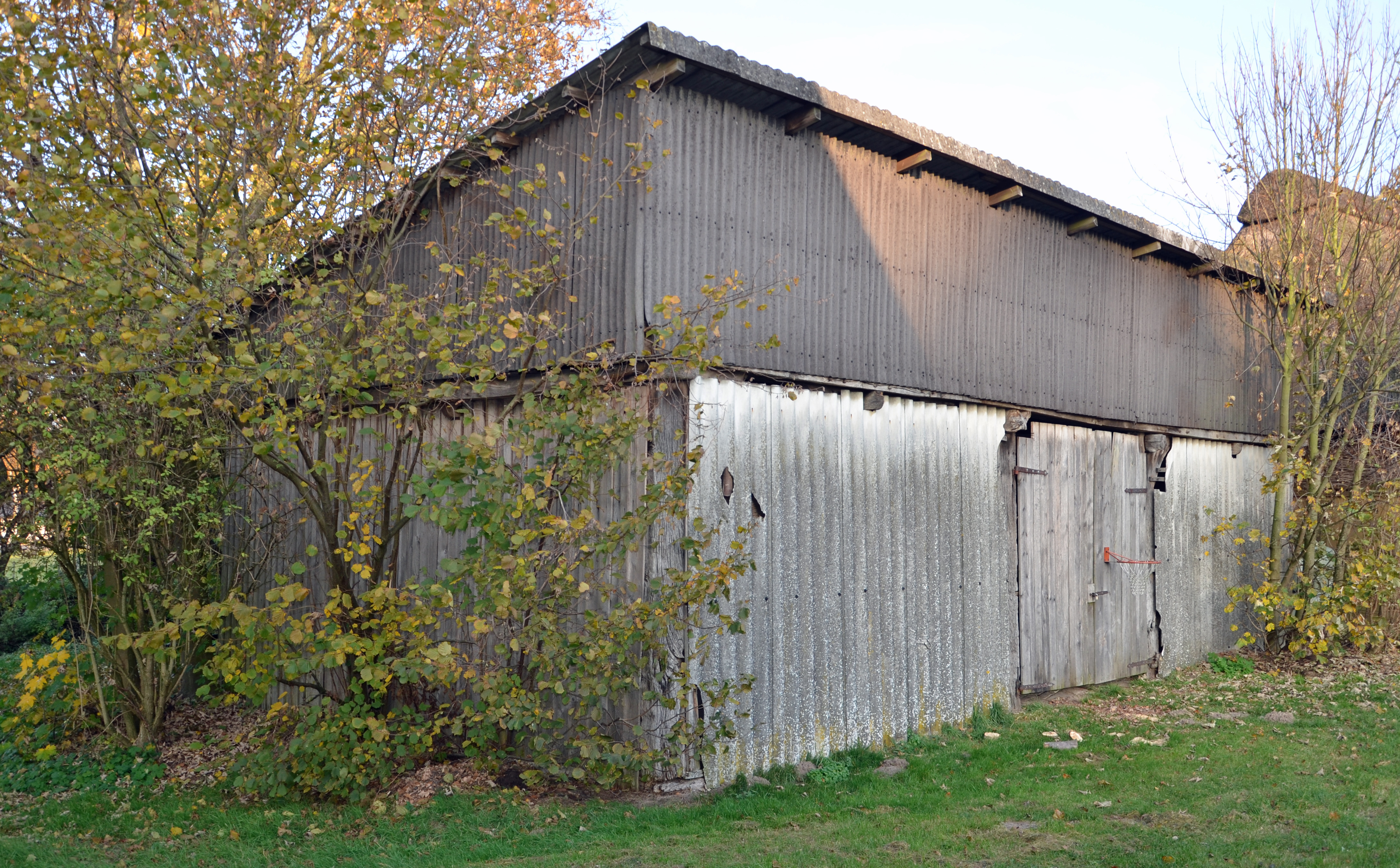